# Formule 1 v roce 2003
Po dvou letech dominance červených vozů Ferrari a Michaela Schumachera byl rok 2003 ve formuli 1 opět jedním ze zajímavějších a divácky atraktivnějších. V šestnácti velkých cenách stálo na stupních pro vítěze osm různých jezdců, z nichž pro tři z nich to bylo vítězství premiérové. V Brazílii vyhrál poprvé v kariéře Giancarlo Fisichella na Jordanu. Své první vítězství v kariéře si na Hungaroringu zajel Španěl Fernando Alonso na Renaultu a třetím „benjamínkem“ v klubu vítězů se stal finský pilot McLarenu Kimi Räikkönen.
Mezi nejnapínavější závody této sezony se zařadila určitě Brazílie. Deštivý závod odjely vozy na pneumatikách Bridgestone na střední směsi, závod byl odstartován zpoza Safety caru a do cíle dojelo jen 9 vozů, z nichž 8 získalo body. Závod byl také přerušen červenou vlajkou a o vítězství rozhodovaly zastávky v boxech. Proti vítězství Giancarla Fisichelly protestovala (marně) stáj McLaren.
V Grand Prix Velké Británie 2003 přetavil svoji Pole position ve vítězství Rubens Barrichello na Ferrari. Tento závod si však diváci u televizí zapamatovali nejspíše proto, že v 11. kole na trať vběhl náboženský fanatik Neil Horan. Několik vozů se mu vyhnulo, než na trať vyjel zpomalovací safety car a traťoví komisaři nebezpečného fanatika neodtáhli z okruhu.

## Pravidla
Boduje prvních 8 jezdců podle klíče:
- První - 10 bodů
- Druhý - 8 bodů
- Třetí - 6 bodů
- Čtvrtý - 5 bodů
- Pátý - 4 body
- Šestý - 3 body
- Sedmý - 2 body
- Osmý - 1 bod

## Složení týmů
| Číslo                                  | Pilot                                               | Testovací pilot                                                          |                                                                          |
| -------------------------------------- | --------------------------------------------------- | ------------------------------------------------------------------------ | ------------------------------------------------------------------------ |
| Ferrari (Scuderia Ferrari Marlboro)    | Ferrari (Scuderia Ferrari Marlboro)                 | Model: F2002, F2003-GA Motor:Ferrari 051 V10 Pneumatiky: Bridgestone     | Model: F2002, F2003-GA Motor:Ferrari 051 V10 Pneumatiky: Bridgestone     |
| 1 2                                    | Michael Schumacher Rubens Barrichello               | Luca Badoer Felipe Massa                                                 |                                                                          |
| Williams (BMW WilliamsF1 Team)         | Williams (BMW WilliamsF1 Team)                      | Model: FW25 Motor: BMW P83 V10 Pneumatiky: Michelin                      | Model: FW25 Motor: BMW P83 V10 Pneumatiky: Michelin                      |
| 3 4                                    | Juan Pablo Montoya Ralf Schumacher Marc Gené        | Marc Gené Antonio Pizzonia                                               |                                                                          |
| McLaren (West McLaren Mercedes)        | McLaren (West McLaren Mercedes)                     | Model: MP4/17D, MP4/18 Motor: Mercedes FO110M V10 Pneumatiky: Michelin   | Model: MP4/17D, MP4/18 Motor: Mercedes FO110M V10 Pneumatiky: Michelin   |
| 5 6                                    | David Coulthard Kimi Räikkönen                      | Alexander Wurz                                                           |                                                                          |
| Renault F1(Mild Seven Renault F1 Team) | Renault F1(Mild Seven Renault F1 Team)              | Model: R203 Motor: Renault RS23 V10 Pneumatiky: Michelin                 | Model: R203 Motor: Renault RS23 V10 Pneumatiky: Michelin                 |
| 7 8                                    | Jarno Trulli Fernando Alonso                        | Allan McNish                                                             |                                                                          |
| Sauber (Sauber Petronas)               | Sauber (Sauber Petronas)                            | Model: C22 Motor: Petronas 03A V10 (Ferrari 051) Pneumatiky: Bridgestone | Model: C22 Motor: Petronas 03A V10 (Ferrari 051) Pneumatiky: Bridgestone |
| 9 10                                   | Nick Heidfeld Heinz Harald Frentzen                 | Není                                                                     |                                                                          |
| Jordan(Jordan Ford)                    | Jordan(Jordan Ford)                                 | Model: EJ13 Motor: Ford-Cosworth CR-5 V10 Pneumatiky: Bridgestone        | Model: EJ13 Motor: Ford-Cosworth CR-5 V10 Pneumatiky: Bridgestone        |
| 11 12                                  | Giancarlo Fisichella Ralph Firman Zsolt Baumgartner | Zsolt Baumgartner Björn Wirdheim Satoshi Motoyama Jarek Janiš            |                                                                          |
| Jaguar(Jaguar Racing)                  | Jaguar(Jaguar Racing)                               | Model: R4 Motor: Cosworth CR-5 V10 Pneumatiky: Michelin                  | Model: R4 Motor: Cosworth CR-5 V10 Pneumatiky: Michelin                  |
| 14 15                                  | Mark Webber Antonio Pizzonia Justin Wilson          | André Lotterer                                                           |                                                                          |
| B.A.R (Lucky Strike BAR Honda)         | B.A.R (Lucky Strike BAR Honda)                      | Model: 005 Motor: Honda RA003E V10 Pneumatiky: Bridgestone               | Model: 005 Motor: Honda RA003E V10 Pneumatiky: Bridgestone               |
| 16 17                                  | Jacques Villeneuve Takuma Sató Jenson Button        | Takuma Sató                                                              |                                                                          |
| Minardi(European Minardi Cosworth)     | Minardi(European Minardi Cosworth)                  | Model: PS03 Motor: Cosworth CR-3 V10 Pneumatiky: Bridgestone             | Model: PS03 Motor: Cosworth CR-3 V10 Pneumatiky: Bridgestone             |
| 18 19                                  | Justin Wilson Nicolas Kiesa Jos Verstappen          | Není                                                                     |                                                                          |
| Toyota F1(Panasonic Toyota Racing)     | Toyota F1(Panasonic Toyota Racing)                  | Model: TF103 Motor: Toyota RVX-03 V10 Pneumatiky: Michelin               | Model: TF103 Motor: Toyota RVX-03 V10 Pneumatiky: Michelin               |
| 20 21                                  | Olivier Panis Cristiano da Matta                    | Ricardo Zonta                                                            |                                                                          |

## Velké ceny
| Datum               | Grand Prix                                  | Náhled | Akce               | Jezdec                   | Vůz                      | Stav MS            |
| ------------------- | ------------------------------------------- | ------ | ------------------ | ------------------------ | ------------------------ | ------------------ |
| 1. GP 9. březen     | Austrálie Albert Park (Výsledky)            |        | Závod              | David Coulthard          | McLaren-Mercedes MP4-17D | David Coulthard    |
| 1. GP 9. březen     | Austrálie Albert Park (Výsledky)            | Kolo   | Kimi Räikkönen     | McLaren-Mercedes MP4-17D |                          | David Coulthard    |
| 1. GP 9. březen     | Austrálie Albert Park (Výsledky)            | Pole   | Michael Schumacher | Ferrari F2002B           |                          | David Coulthard    |
| 2. GP 23. března    | Malajsie Sepang (Výsledky)                  |        | Závod              | Kimi Räikkönen           | McLaren-Mercedes MP4-17D | Kimi Räikkönen     |
| 2. GP 23. března    | Malajsie Sepang (Výsledky)                  | Kolo   | Michael Schumacher | Ferrari F2003-GA         |                          | Kimi Räikkönen     |
| 2. GP 23. března    | Malajsie Sepang (Výsledky)                  | Pole   | Fernando Alonso    | Ferrari F2001            |                          | Kimi Räikkönen     |
| 3. GP 6. duben      | Brazílie Interlagos (Výsledky)              |        | Závod              | Giancarlo Fisichella     | McLaren-Mercedes MP4-16  | Kimi Räikkönen     |
| 3. GP 6. duben      | Brazílie Interlagos (Výsledky)              | Kolo   | Rubens Barrichello | Williams-BMW FW23        |                          | Kimi Räikkönen     |
| 3. GP 6. duben      | Brazílie Interlagos (Výsledky)              | Pole   | Rubens Barrichello | Ferrari F2001            |                          | Kimi Räikkönen     |
| 4. GP 20. duben     | San Marino Imola (Výsledky)                 |        | Závod              | Michael Schumacher       | Ferrari F2003-GA         | Kimi Räikkönen     |
| 4. GP 20. duben     | San Marino Imola (Výsledky)                 | Kolo   | Michael Schumacher | Ferrari F2003-GA         |                          | Kimi Räikkönen     |
| 4. GP 20. duben     | San Marino Imola (Výsledky)                 | Pole   | Michael Schumacher | Ferrari F2003-GA         |                          | Kimi Räikkönen     |
| 5. GP 4. květen     | Španělsko Circuit de Catalunya (Výsledky)   |        | Závod              | Michael Schumacher       | Ferrari F2003-GA         | Kimi Räikkönen     |
| 5. GP 4. květen     | Španělsko Circuit de Catalunya (Výsledky)   | Kolo   | Rubens Barrichello | Ferrari F2003-GA         |                          | Kimi Räikkönen     |
| 5. GP 4. květen     | Španělsko Circuit de Catalunya (Výsledky)   | Pole   | Michael Schumacher | Ferrari F2003-GA         |                          | Kimi Räikkönen     |
| 6. GP 18. květen    | Rakousko A1 Ring (Výsledky)                 |        | Závod              | Michael Schumacher       | Ferrari F2003-GA         | Kimi Räikkönen     |
| 6. GP 18. květen    | Rakousko A1 Ring (Výsledky)                 | Kolo   | Michael Schumacher | Ferrari F2003-GA         |                          | Kimi Räikkönen     |
| 6. GP 18. květen    | Rakousko A1 Ring (Výsledky)                 | Pole   | Michael Schumacher | Ferrari F2003-GA         |                          | Kimi Räikkönen     |
| 7. GP 1. červen     | Monako Circuit de Monaco (Výsledky)         |        | Závod              | Juan Pablo Montoya       | Williams-BMW FW25        | Kimi Räikkönen     |
| 7. GP 1. červen     | Monako Circuit de Monaco (Výsledky)         | Kolo   | Kimi Räikkönen     | McLaren-Mercedes MP4-17D |                          | Kimi Räikkönen     |
| 7. GP 1. červen     | Monako Circuit de Monaco (Výsledky)         | Pole   | Ralf Schumacher    | Williams-BMW FW25        |                          | Kimi Räikkönen     |
| 8. GP 15. červen    | Kanada Circuit Gilles Villeneuve (Výsledky) |        | Závod              | Michael Schumacher       | Ferrari F2003-GA         | Michael Schumacher |
| 8. GP 15. červen    | Kanada Circuit Gilles Villeneuve (Výsledky) | Kolo   | Fernando Alonso    | Renault R23              |                          | Michael Schumacher |
| 8. GP 15. červen    | Kanada Circuit Gilles Villeneuve (Výsledky) | Pole   | Ralf Schumacher    | Williams-BMW FW25        |                          | Michael Schumacher |
| 9. GP 29. červen    | Evropa Nürburgring (Výsledky)               |        | Závod              | Ralf Schumacher          | Williams-BMW FW25        | Michael Schumacher |
| 9. GP 29. červen    | Evropa Nürburgring (Výsledky)               | Kolo   | Kimi Räikkönen     | McLaren-Mercedes MP4-17D |                          | Michael Schumacher |
| 9. GP 29. červen    | Evropa Nürburgring (Výsledky)               | Pole   | Kimi Räikkönen     | McLaren-Mercedes MP4-17D |                          | Michael Schumacher |
| 10. GP 6. červenec  | Francie Magny-Cours (Výsledky)              |        | Závod              | Ralf Schumacher          | Williams-BMW FW25        | Michael Schumacher |
| 10. GP 6. červenec  | Francie Magny-Cours (Výsledky)              | Kolo   | Juan Pablo Montoya | Williams-BMW FW25        |                          | Michael Schumacher |
| 10. GP 6. červenec  | Francie Magny-Cours (Výsledky)              | Pole   | Ralf Schumacher    | Williams-BMW FW25        |                          | Michael Schumacher |
| 11. GP 20. červenec | Velká Británie Silverstone (Výsledky)       |        | Závod              | Rubens Barrichello       | Ferrari F2003-GA         | Michael Schumacher |
| 11. GP 20. červenec | Velká Británie Silverstone (Výsledky)       | Kolo   | Rubens Barrichello | Ferrari F2003-GA         |                          | Michael Schumacher |
| 11. GP 20. červenec | Velká Británie Silverstone (Výsledky)       | Pole   | Rubens Barrichello | Ferrari F2003-GA         |                          | Michael Schumacher |
| 12. GP 3. srpen     | Německo Hockenheimring (Výsledky)           |        | Závod              | Juan Pablo Montoya       | Williams-BMW FW25        | Michael Schumacher |
| 12. GP 3. srpen     | Německo Hockenheimring (Výsledky)           | Kolo   | Juan Pablo Montoya | Williams-BMW FW25        |                          | Michael Schumacher |
| 12. GP 3. srpen     | Německo Hockenheimring (Výsledky)           | Pole   | Juan Pablo Montoya | Williams-BMW FW25        |                          | Michael Schumacher |
| 13. GP 24. srpen    | Maďarsko Hungaroring (Výsledky)             |        | Závod              | Fernando Alonso          | Renault R23              | Michael Schumacher |
| 13. GP 24. srpen    | Maďarsko Hungaroring (Výsledky)             | Kolo   | Juan Pablo Montoya | Williams-BMW FW25        |                          | Michael Schumacher |
| 13. GP 24. srpen    | Maďarsko Hungaroring (Výsledky)             | Pole   | Fernando Alonso    | Renault R23              |                          | Michael Schumacher |
| 14. GP 14. září     | Itálie Monza (Výsledky)                     |        | Závod              | Michael Schumacher       | Ferrari F2003-GA         | Michael Schumacher |
| 14. GP 14. září     | Itálie Monza (Výsledky)                     | Kolo   | Michael Schumacher | Ferrari F2003-GA         |                          | Michael Schumacher |
| 14. GP 14. září     | Itálie Monza (Výsledky)                     | Pole   | Michael Schumacher | Ferrari F2003-GA         |                          | Michael Schumacher |
| 15. GP 28. září     | USA Indianapolis (Výsledky)                 |        | Závod              | Michael Schumacher       | Ferrari F2003-GA         | Michael Schumacher |
| 15. GP 28. září     | USA Indianapolis (Výsledky)                 | Kolo   | Michael Schumacher | Ferrari F2003-GA         |                          | Michael Schumacher |
| 15. GP 28. září     | USA Indianapolis (Výsledky)                 | Pole   | Kimi Räikkönen     | McLaren-Mercedes MP4-17D |                          | Michael Schumacher |
| 16. GP 12. říjen    | Japonsko Suzuka (Výsledky)                  |        | Závod              | Rubens Barrichello       | Ferrari F2003-GA         | Michael Schumacher |
| 16. GP 12. říjen    | Japonsko Suzuka (Výsledky)                  | Kolo   | Ralf Schumacher    | Williams-BMW FW25        |                          | Michael Schumacher |
| 16. GP 12. říjen    | Japonsko Suzuka (Výsledky)                  | Pole   | Rubens Barrichello | Ferrari F2003-GA         |                          | Michael Schumacher |

## Konečné hodnocení Mistrovství světa

### Jezdci
| *  | Pilot                 | AUS | MAL | BRA | SMR | ESP | AUT | MON | CAN | EUR | FRA | GBR | GER | HUN | ITA | USA | JPN | Body |
| -- | --------------------- | --- | --- | --- | --- | --- | --- | --- | --- | --- | --- | --- | --- | --- | --- | --- | --- | ---- |
| 1  | Michael Schumacher    | 4   | 6   | Ret | 1   | 1   | 1   | 3   | 1   | 5   | 3   | 4   | 7   | 8   | 1   | 1   | 8   | 93   |
| 2  | Kimi Räikkönen        | 3   | 1   | 2   | 2   | Ret | 2   | 2   | 6   | Ret | 4   | 3   | Ret | 2   | 4   | 2   | 2   | 91   |
| 3  | Juan Pablo Montoya    | 2   | 12  | Ret | 7   | 4   | Ret | 1   | 3   | 2   | 2   | 2   | 1   | 3   | 2   | 6   | Ret | 82   |
| 4  | Rubens Barrichello    | Ret | 2   | Ret | 3   | 3   | 3   | 8   | 5   | 3   | 7   | 1   | Ret | Ret | 3   | Ret | 1   | 65   |
| 5  | Ralf Schumacher       | 8   | 4   | 7   | 4   | 5   | 6   | 4   | 2   | 1   | 1   | 9   | Ret | 4   | PO  | Ret | 12  | 58   |
| 6  | Fernando Alonso       | 7   | 3   | 3   | 6   | 2   | Ret | 5   | 4   | 4   | Ret | Ret | 4   | 1   | 8   | Ret | Ret | 55   |
| 7  | David Coulthard       | 1   | Ret | 4   | 5   | Ret | 5   | 7   | Ret | 15† | 5   | 5   | 2   | 5   | Ret | Ret | 3   | 51   |
| 8  | Jarno Trulli          | 5   | 5   | 8   | 13  | Ret | 8   | 6   | Ret | Ret | Ret | 6   | 3   | 7   | Ret | 4   | 5   | 33   |
| 9  | Jenson Button         | 10  | 7   | Ret | 8   | 9   | 4   | DNS | Ret | 7   | Ret | 8   | 8   | 10  | Ret | Ret | 4   | 17   |
| 10 | Mark Webber           | Ret | Ret | 9†  | Ret | 7   | 7   | Ret | 7   | 6   | 6   | 14  | 11† | 6   | 7   | Ret | 11  | 17   |
| 11 | Heinz Harald Frentzen | 6   | 9   | 5   | 11  | Ret | DNS | Ret | Ret | 9   | 12  | 12  | Ret | Ret | 13  | 3   | Ret | 13   |
| 12 | Giancarlo Fisichella  | 12† | Ret | 1   | 15† | Ret | Ret | 10  | Ret | 12  | Ret | Ret | 13† | Ret | 10  | 7   | Ret | 12   |
| 13 | Cristiano da Matta    | Ret | 11  | 10  | 12  | 6   | 10  | 9   | 11  | Ret | 11  | 7   | 6   | 11  | Ret | 9   | 7   | 10   |
| 14 | Nick Heidfeld         | Ret | 8   | Ret | 10  | 10  | Ret | 11  | Ret | 8   | 13  | 17  | 10  | 9   | 9   | 5   | 9   | 6    |
| 15 | Olivier Panis         | Ret | Ret | Ret | 9   | Ret | Ret | 13  | 8   | Ret | 8   | 11  | 5   | Ret | Ret | Ret | 10  | 6    |
| 16 | Jacques Villeneuve    | 9   | Ret | 6   | Ret | Ret | 12  | Ret | Ret | Ret | 9   | 10  | 9   | Ret | 6   | Ret |     | 6    |
| 17 | Marc Gene             |     |     |     |     |     |     |     |     |     |     |     |     |     | 5   |     |     | 4    |
| 18 | Takuma Sato           |     |     |     |     |     |     |     |     |     |     |     |     |     |     |     | 6   | 3    |
| 19 | Ralph Firman          | Ret | 10  | Ret | Ret | 8   | 11  | 12  | Ret | 11  | 15  | 13  | Ret | DNS |     | Ret | 14  | 1    |
| 20 | Justin Wilson         | Ret | Ret | Ret | Ret | 11  | 13  | Ret | Ret | 13  | 14  | 16  | Ret | Ret | Ret | 8   | 13  | 1    |
| 21 | Antonio Pizzonia      | 13† | Ret | Ret | 14  | Ret | 9   | Ret | 10† | 10  | 10  | Ret |     |     |     |     |     | 0    |
| 22 | Jos Verstappen        | 11  | 13  | Ret | Ret | 12  | Ret | Ret | 9   | 14  | 16  | 15  | Ret | 12  | Ret | 10  | 15  | 0    |
| 23 | Nicolas Kiesa         |     |     |     |     |     |     |     |     |     |     |     | 12  | 13  | 12  | 11  | 16  | 0    |
| 24 | Zsolt Baumgartner     |     |     |     |     |     |     |     |     |     |     |     |     | Ret | 11  |     |     | 0    |
| *  | Pilot                 | AUS | MAL | BRA | SMR | ESP | AUT | MON | CAN | EUR | FRA | GBR | GER | HUN | ITA | USA | JPN | Body |

### Pohár konstruktérů
1. Ferrari 158
2. Williams 144
3. McLaren 142
4. Renault F1 88
5. B.A.R 26
6. Sauber 19
7. Jaguar 18
8. Toyota F1 16
9. Jordan 13
10. Minardi 0

### Národy
1. Německo 170
2. Finsko 91
3. Kolumbie 82
4. Brazílie 75
5. Velká Británie 70
6. Španělsko 59
7. Itálie 45
8. Austrálie 17
9. Francie 6
10. Kanada 6
11. Japonsko 3

## Roční statistiky
| Vítězství               | Vůz         | Motor            | Národ             |
| ----------------------- | ----------- | ---------------- | ----------------- |
| Michael Schumacher 6×   | Ferrari 8×  | Ferrari 8×       | Německo 8×        |
| Ralf Schumacher 2×      | Williams 4× | BMW 4×           | Kolumbie 2×       |
| Juan Pablo Montoya 2×   | McLaren 2×  | Mercedes 2×      | Brazílie 2×       |
| Rubens Barrichello 2×   | Jordan 1×   | Ford Cosworth 1× | Velká Británie 1× |
| David Coulthard 1×      | Renault 1×  | Renault 1×       | Finsko 1×         |
| Kimi Raikkonen 1×       | -           | -                | Itálie 1×         |
| Giancarlo Fisichella 1× | -           | -                | Španělsko 1×      |
| Fernando Alonso 1×      | -           | -                | -                 |

| Pole positions        | Vůz         | Motor       | Národ        |
| --------------------- | ----------- | ----------- | ------------ |
| Michael Schumacher 5× | Ferrari 8×  | Ferrari 8×  | Německo 8×   |
| Ralf Schumacher 3×    | Williams 4× | BMW 4×      | Brazílie 3×  |
| Rubens Barrichello 3× | Renault 2×  | Renault 2×  | Španělsko 2× |
| Fernando Alonso 2×    | McLaren 2×  | Mercedes 2× | Finsko 2×    |
| Kimi Raikkonen 2×     | -           | -           | Kolumbie 1×  |
| Juan Pablo Montoya 1× | -           | -           | -            |

| Nejrychlejší kolo     | Vůz         | Motor       | Národ        |
| --------------------- | ----------- | ----------- | ------------ |
| Michael Schumacher 5× | Ferrari 8×  | Ferrari 8×  | Německo 6×   |
| Kimi Raikkonen 3×     | Williams 4× | BMW 4×      | Finsko 3×    |
| Rubens Barrichello 3× | McLaren 3×  | Mercedes 3× | Brazílie 3×  |
| Juan Pablo Montoya 3× | Renault 1×  | Renault 1×  | Kolumbie 3×  |
| Fernando Alonso 1×    | -           | -           | Španělsko 1× |
| Ralf Schumacher 1×    | -           | -           | -            |

| Podium                   | Vůz          | Motor            | Národ             |
| ------------------------ | ------------ | ---------------- | ----------------- |
| Kimi Raikkonen 10×       | Ferrari 16×  | Ferrari 16×      | Německo 12×       |
| Juan Pablo Montoya 9×    | McLaren 13×  | Mercedes 13×     | Finsko10x         |
| Michael Schumacher 8×    | Williams 12× | BMW 12×          | Kolumbie 9×       |
| Rubens Barrichello 8×    | Renault 5×   | Renault 5×       | Brazílie 8 x      |
| Fernando Alonso 4×       | Jordan 1×    | Ford Cosworth 1× | Španělsko 4×      |
| Ralf Schumacher 3×       | Sauber 1×    | Petronas 1×      | Velká Británie 3× |
| David Coulthard 3×       | -            | -                | Itálie 2×         |
| Giancarlo Fisichella 1×  | -            | -                | -                 |
| Jarno Trulli 1×          | -            | -                | -                 |
| Heinz Harald Frentzen 1× | -            | -                | -                 |

| Nejrychlejší GP | Jezdec       | Vůz      | Rychlost     |
| --------------- | ------------ | -------- | ------------ |
| Itálie          | Schumacher   | Ferrari  | 247,586 km/h |
| Japonsko        | Barrichello  | Ferrari  | 216,612 km/h |
| Rakousko        | M.Schumacher | Ferrari  | 213,003 km/h |
| Velká Británie  | Barrichello  | Ferrari  | 208,757 km/h |
| San Marino      | M.Schumacher | Ferrari  | 207,895 km/h |
| Německo         | Montoya      | Williams | 207,036 km/h |
| Francie         | R.Schumacher | Williams | 203,866 km/h |
| Malajsie        | Raikkonen    | McLaren  | 201,629 km/h |
| Kanada          | M.Schumacher | Ferrari  | 200,777 km/h |
| Španělsko       | M.Schumacher | Ferrari  | 196,620 km/h |
| USA             | M.Schumacher | Ferrari  | 196,164 km/h |
| Evropa          | R.Schumacher | Williams | 195,633 km/h |
| Austrálie       | Coulthard    | McLaren  | 194,868 km/h |
| Maďarsko        | Alonso       | Renault  | 185,948 km/h |
| Brazílie        | Fisichella   | Jordan   | 152,903 km/h |
| Monako          | Montoya      | Williams | 152,773 km/h |

| Nejtěsnější vítězství | Vítěz        | Druhý        | Rozdíl    |
| --------------------- | ------------ | ------------ | --------- |
| Monako                | Montoya      | Raikkonen    | 0:00.602s |
| Kanada                | M.Schumacher | R.Schumacher | 0:00.784s |
| Brazílie              | Fisichella   | Raikkonen    | 0:00.945s |
| San Marino            | M.Schumacher | Raikkonen    | 0:01.882s |
| Rakousko              | M.Schumacher | Raikkonen    | 0:03.362s |
| Itálie                | M.Schumacher | Montoya      | 0:05.294  |
| Velká Británie        | Barrichello  | Montoya      | 0:05.462  |
| Španělsko             | M.Schumacher | Alonso       | 0:05.716  |
| Austrálie             | Coulthard    | Montoya      | 0:08.675  |
| Japonsko              | Barrichello  | Raikkonen    | 0:11.085  |
| Francie               | R.Schumacher | Montoya      | 0:13.813  |
| Evropa                | R.Schumacher | Montoya      | 0:16.821  |
| Maďarsko              | Alonso       | Raikkonen    | 0:17.082  |
| USA                   | M.Schumacher | Raikkonen    | 0:18.258  |
| Malajsie              | Raikkonen    | Barrichello  | 0:39.286  |
| Německo               | Montoya      | Coulthard    | 1:05.459  |